# Chi Luân lan
Chi Luân lan (Eulophia) là một chi có 210 loài. Chúng được John Lindley mô tả lần đầu tiên vào năm 1821. 
Chúng thường là loài lan đất dù một số là loài biểu sinh và hiếm khi là thạch sinh. Chúng phân bố ở vùng rừng mưa tối hay ở cây bụi và cây gỗ mở ở các xứ nhiệt đới và cận nhiệt đới châu Phi, Ấn Độ, châu Á, Queensland (Úc), và châu Mỹ, dù phần lớn được tìm thấy ở châu Phi. Nhiều loài có thể sống sót qua mùa khô. Một số loài như Eulophia petersii, đã thích nghi với môi trường rất khô cằn.

## Các loài
- Eulophia abyssinica (Đông nam vùng nhiệt đới châu Phi)
- Eulophia aculeata (Nam Phi)
  - Eulophia aculeata subsp. aculeata (Nam Phi)
  - Eulophia aculeata subsp. huttonii (Nam Phi)
- Eulophia acutilabra (Nam Congo đến miền nam vùng nhiệt đới châu Phi)
- Eulophia adenoglossa (vùng nhiệt đới và Nam Phi)
- Eulophia albobrunnea (Ethiopia).
- Eulophia aloifolia (Angola)
- Eulophia alta - (nhiệt đới châu Phi, Nam Florida, México đến nhiệt đới châu Mỹ) Eulophia altaEulophia alta

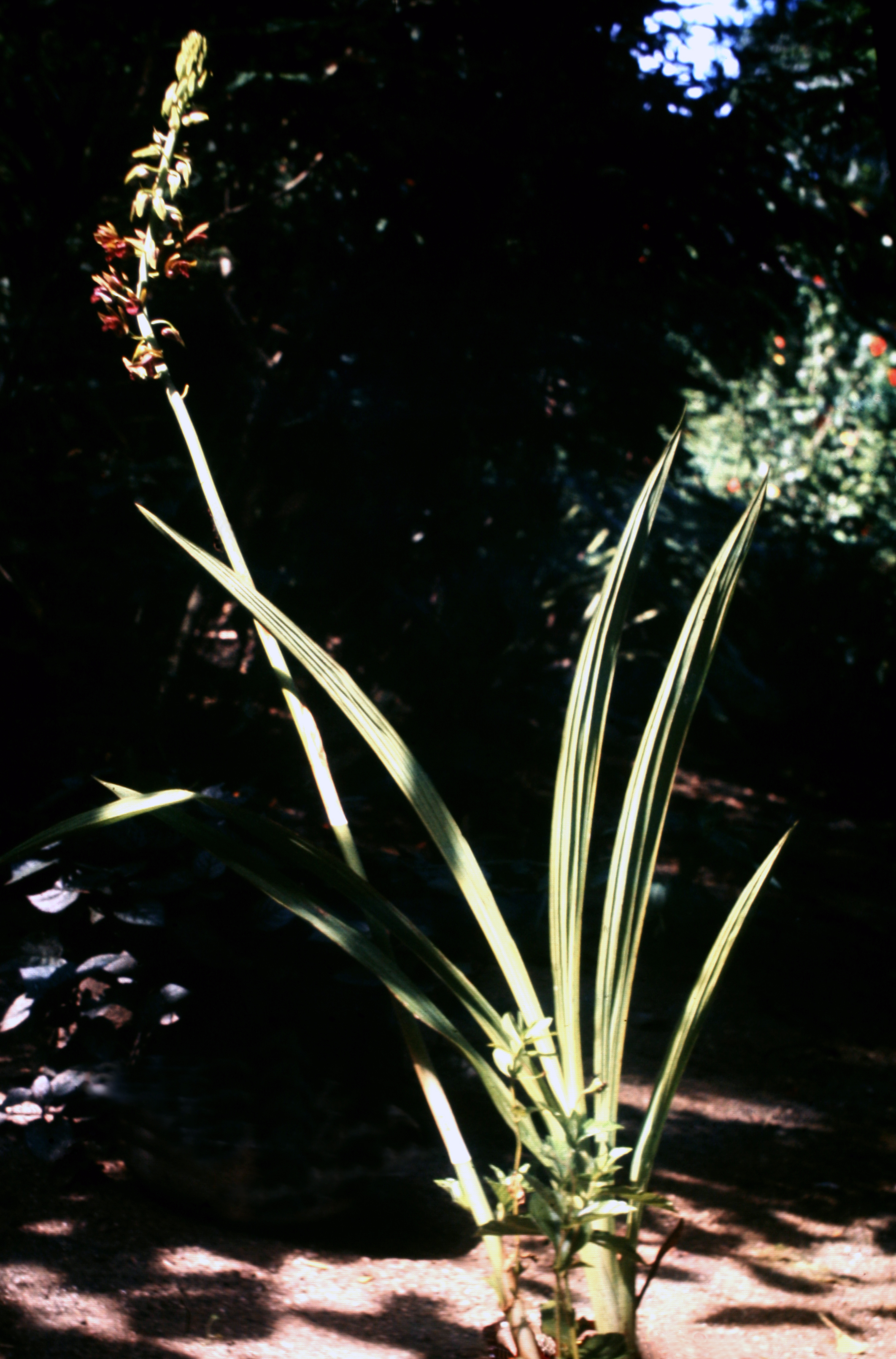
Eulophia alta

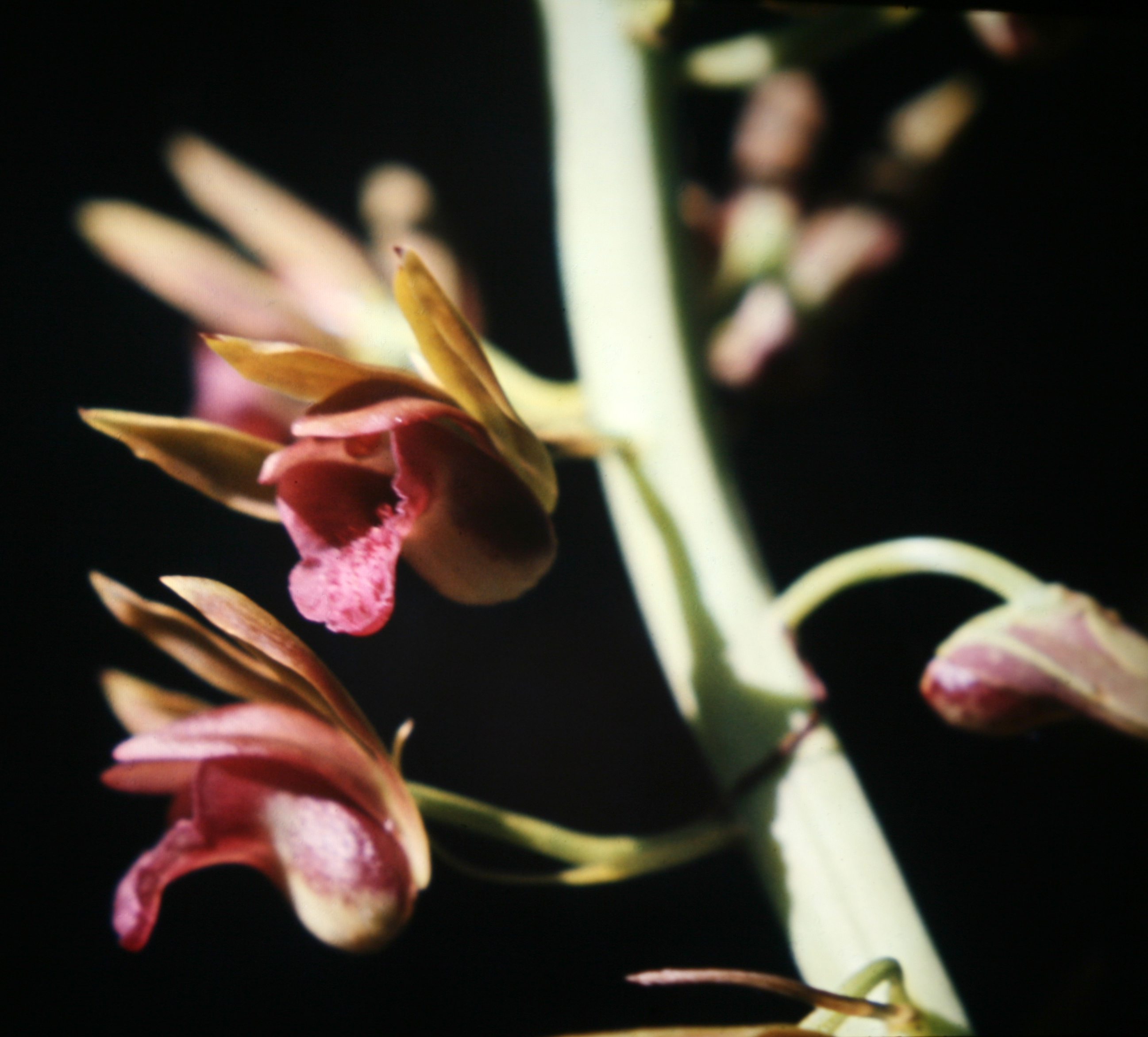
Eulophia alta

  - Eulophia alta var. alba (Trung và Tây Brasil)
- Eulophia amblyosepala (Uganda)
- Eulophia andamanensis (Bán đảo Đông Dương đến Bắc Sumatra)
- Eulophia angolensis - (nhiệt đới và Nam Phi)
- Eulophia angustilabris (Thái Lan)
- Eulophia anjoanensis (Comoros)
- Eulophia antennisepala (Angola)
- Eulophia antunesii (Angola)
- Eulophia arenicola (Nam Congo đến Botswana)
- Eulophia aurantiaca (Burundi đến Zambia)- hiện là tên đồng nghĩa của Eulophia welwitschii Rolfe subsp. aurantiaca (Rolfe)
- Eulophia barteri (Tây châu Phi nhiệt đới đến Trung Phi).
- Eulophia beravensis (Madagascar)
- Eulophia bicallosa (Đài Loan, nhiệt đới châu Á đến Bắc Úc)
- Eulophia biloba (Mozambique)
- Eulophia bisaccata (Mozambique ?)
- Eulophia borbonica (Réunion)
- Eulophia borneensis (Borneo, Sarawak)
- Eulophia bouliawongo (Nigeria đến Angola)
- Eulophia bracteosa (Assam đến nam trung bộ Trung Hoa)
- Eulophia brenanii (Nam Congo đến Bắc Zambia)
- Eulophia buettneri (tây châu Phi nhiệt đới đến Cameroon)
- Eulophia burmanica (Myanma)Eulophia guineensis - habit

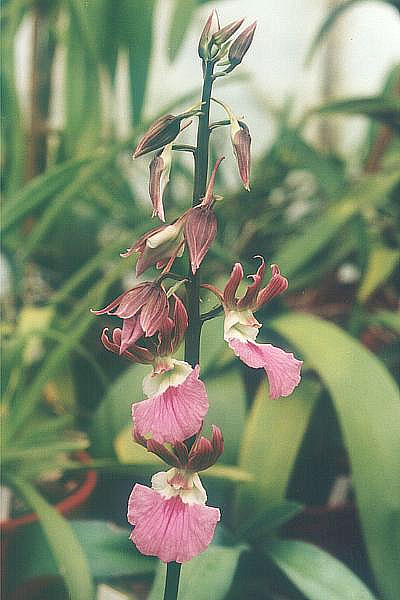
Eulophia guineensis - habit

- Eulophia calantha (Guinea, Cộng hòa Trung Phi đến Uganda và phía nam châu Phi nhiệt đới)
- Eulophia calanthoides (Nam Phi)
- Eulophia callichroma (Tanzania đến Swaziland)
- Eulophia campanulata (Uttarakhand, Tây Himalaya)
- Eulophia campbellii (Đông Ấn Độ)
- Eulophia caricifolia (châu Phi nhiệt đới)
- Eulophia carsonii (Tanzania đến Zambia)
- Eulophia chaunanthe (Thái Lan)
- Eulophia chilangensis (Nam Congo đến Angola)
- Eulophia chlorantha (Đông nam Mpumalanga đến Tây bắc Swaziland, Nam Phi)
- Eulophia chrysoglossoides (North Borneo)
- Eulophia clandestina (Angola)
- Eulophia clavicornis (Ethiopia đến Nam Phi, Madagascar, Tây Nam Arabia Pen)
  - Eulophia clavicornis var. clavicornis (Zimbabwe đến Nam Phi)
  - Eulophia clavicornis var. inaequalis (Zimbabwe đến Nam Phi)
  - Eulophia clavicornis var. nutans (Ethiopia đến Nam Phi, Madagascar, Tây Nam Arabia Pen)
- Eulophia clitellifera (nhiệt đới và Nam Phi, Madagascar)
- Eulophia coccifera (Réunion)
- Eulophia coddii (Tỉnh Bắc của Nam Phi)
- Eulophia coeloglossa (Tanzania đến Nam Phi)
- Eulophia cooperi (Nam Phi)
- Eulophia corymbosa (Angola)
- Eulophia cristata (Tâu châu phi nhiệt đới đến Ethiopia)
- Eulophia cucullata (châu phi nhiệt đới và Nam Phi, Madagascar)
- Eulophia dabia (Afghanistan đến Nam Trung Quốc)
- Eulophia dactylifera (nam châu Phi nhiệt đới)
- Eulophia dahliana (New Guinea đến quần đảo Bismarck)
- Eulophia decaryana (Madagascar) (tên đồng nghĩa của Oeceoclades decaryana  (H.Perrier) Garay & P.Taylor, 1976 )
- Eulophia densiflora (Đông Himalaya)
- Eulophia dentata (Luzon)
- Eulophia distans (Sierra Leone)
- Eulophia divergens (Angola)
- Eulophia dufossei (Đông Dương)
- Eulophia ecristata - (Đông Nam Hoa Kỳ đến Cuba)
- Eulophia elegans (Cameroon, Tây Nam Tanzania đến Malawi)
- Eulophia emilianae (Tây Nam Ấn Độ)
- Eulophia ensata (Mozambique đến Nam Phi)
- Eulophia ephippium (Madagascar)
- Eulophia epidendraea (Ấn Độ, Sri Lanka)
- Eulophia epiphanoides (Tây Nam Tanzania)
- Eulophia epiphytica P.J.Cribb, Du Puy & Bosser - hiện tại được coi là đồng nghĩa của Paralophia epiphytica (P.J.Cribb, Du Puy & Bosser) P.J.Cribb 2005
- Eulophia euantha (Tanzania đến miền nam châu Phi nhiệt đới)
- Eulophia euglossa (West tropical Africa to Ethiopia)
- Eulophia eustachya (Ethiopia to Zimbabwe)
- Eulophia exaltata (Đông Java đến quần đảo Nusa Tenggara)
- Eulophia explanata (Himalaya tới Ấn Độ).
- Eulophia eylesii (Rwanda đến miền nam châu Phi nhiệt đới)
  - Eulophia eylesii var. auquieriana (Rwanda to Congo)
  - Eulophia eylesii var. eylesii (South Congo đến miền nam châu Phi nhiệt đới)
- Eulophia falcatiloba (miền trung African Republic)
- Eulophia fernandeziana (South Congo)
- Eulophia filifolia (Madagascar)
- Eulophia flava (Himalaya to Indo-China)
- Eulophia flavopurpurea (châu Phi nhiệt đới)
- Eulophia foliosa (Zimbabwe đến miền nam châu Phi)
- Eulophia fridericii (Tanzania tới miền bắc Prov. of S. Africa)
- Eulophia galeoloides (tropical Africa)
- Eulophia gastrodioides (miền nam tropical Africa)
- Eulophia gonychila (Tanzania to S. Trop. Africa)
- Eulophia gracilis (West châu Phi nhiệt đới đến Angola)
- Eulophia graminea (tropical and subtropical Asia to Marianas, Guam).
- Eulophia grandidieri (Madagascar)
- Eulophia guineensis (Cape Verde, tropical Africa, bán đảo Arabian)
  - Eulophia guineensis var. tisserantii (miền trung African Republic)Eulophia guieensis

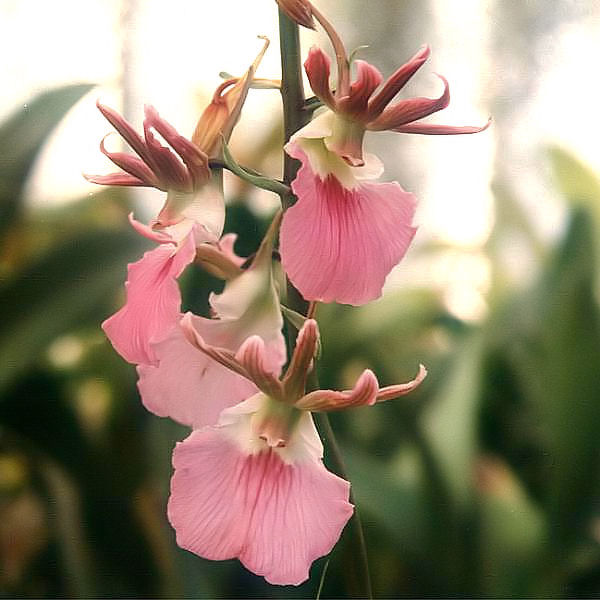
Eulophia guieensis

- Eulophia herbacea (Himalaya to Indo-China)
- Eulophia hereroensis (miền nam tropical and miền nam châu Phi)
- Eulophia hirschbergii (South Congo to Zambia)
- Eulophia hologlossa (East Madagascar)
- Eulophia holubii (South Congo to North Botswana)
- Eulophia horsfallii - purple đầm nước orchid (tropical and miền nam châu Phi)
- Eulophia ibityensis (đông nam Madagascar)
- Eulophia javanica (miền tây và miền trung Java)
- Eulophia juncifolia (tây châu Phi nhiệt đới đến Tchad)
- Eulophia kamarupa (Assam)
- Eulophia katangensis (Tanzania đến miền nam châu Phi nhiệt đới)
- Eulophia kyimbilae (Ethiopia to Botswana)
- Eulophia lachnocheila (Myanmar)
- Eulophia latilabris (Nigeria to Sudan và Botswana)
- Eulophia laurentii (Congo)
- Eulophia leachii (miền nam tropical and miền nam châu Phi)
- Eulophia lejolyana (South Congo)
- Eulophia leonensis (West tropical Africa to Uganda)
- Eulophia leontoglossa (miền nam Africa)
- Eulophia litoralis (tây nam and South Cape Prov. of Nam Phi)
- Eulophia livingstoneana (Ghana, Ethiopia đến miền nam châu Phi, Comoros, Madagascar)
- Eulophia longisepala (Burundi đến miền nam châu Phi nhiệt đới, KwaZulu-Natal)
- Eulophia macaulayi (Angola to Zambia)
- Eulophia mackinnonii (East Himalaya)
- Eulophia macowanii (East Cape Prov. to KwaZulu-Natal)
- Eulophia macra (đông nam and South Madagascar)
- Eulophia macrantha (miền nam châu Phi nhiệt đới)
- Eulophia macrobulbon (Indo-China)
- Eulophia magnicristata (miền trung African Republic)
- Eulophia malangana (Tanzania đến miền nam châu Phi nhiệt đới)
- Eulophia mangenotiana (North Madagascar)
- Eulophia mannii (Sikkim to Assam)
- Eulophia massokoensis (Tanzania to Zambia)
- Eulophia mechowii (Nigeria tới miền tây Ethiopia and Nam Phi).
- Eulophia meleagris (East Cape Prov. to KwaZulu-Natal)
- Eulophia merrillii (Mindanao)
- Eulophia milnei (tropical and miền nam châu Phi)
- Eulophia monantha (Vân Nam)
- Eulophia monile (tropical Africa)
- Eulophia monotropis (Tanzania to Zimbabwe)
- Eulophia monticola (miền nam châu Phi nhiệt đới)
- Eulophia montis-elgonis (South Sudan to Tanzania)
- Eulophia moratii (Île des Pins của Nouvelle-Calédonie)
- Eulophia mumbwaensis (West Tanzania đến miền nam châu Phi nhiệt đới)
- Eulophia nervosa (miền trung Madagascar)
- Eulophia nicobarica (quần đảo Nicobar)
- Eulophia norlindhii (miền trung African Republic to Tanzania and miền nam châu Phi nhiệt đới)
- Eulophia nuttii (Tanzania to Zambia)
- Eulophia nyasae (Tanzania đến miền nam châu Phi nhiệt đới)
- Eulophia obscura (Burundi đến miền nam châu Phi nhiệt đới)
- Eulophia obstipa (Tanzania to Angola)
- Eulophia obtusa (North Ấn Độ)
- Eulophia ochreata (Ấn Độ)
- Eulophia ochyrae (miền trung African Republic)
- Eulophia odontoglossa (tropical and miền nam châu Phi)
- Eulophia orthoplectra (tropical Africa)
- Eulophia ovalis (Kenya đến miền nam châu Phi)
  - Eulophia ovalis var. bainesii (Kenya đến miền nam châu Phi)
  - Eulophia ovalis var. ovalis (Zimbabwe tới nam châu Phi)
- Eulophia palmicola H. Perrier (tây nam Madagascar) - nay là đồng nghĩa của Paralophia palmicola (H.Perrier) P.J.Cribb 2005
- Eulophia parilamellata (Congo)
- Eulophia parviflora (miền nam tropical and Nam Phi)
- Eulophia parvilabris (miền nam Africa)
- Eulophia parvula (Nigeria to Sudan and Zimbabwe)
- Eulophia pauciflora (Indo-China)
- Eulophia pelorica D.L.Jones & M.A.Clem (Queensland, Úc)
- Eulophia penduliflora (tropical Africa)
- Eulophia perrieri (tây bắc Madagascar)
- Eulophia petersii (Eritrea đến miền nam châu Phi, Arabian Peninsula)
- Eulophia pileata (miền trung Madagascar)
- Eulophia plantaginea (Mauritius, Madagascar, Réunion)
- Eulophia platypetala (South Cape Prov. of S. Africa)
- Eulophia promensis (Darjiling to Indo-China)
- Eulophia protearum (Angola)
- Eulophia pulchra (Tanzania đến Mozambique và West Thái Bình Dương)
- Eulophia pyrophila (châu Phi nhiệt đới)
- Eulophia ramentacea (tây nam Ấn Độ)
- Eulophia ramifera (West châu Phi nhiệt đới)
- Eulophia ramosa (West Madagascar)
- Eulophia rara (Tanzania đến miền nam châu Phi nhiệt đới)
- Eulophia regnieri (Việt Nam)
- Eulophia reticulata (Madagascar)
- Eulophia rhodesiaca (Tanzania đến miền nam châu Phi nhiệt đới)
- Eulophia richardsiae (North Zambia)
- Eulophia rolfeana (Nam Congo đến nam châu Phi nhiệt đới)
- Eulophia rugulosa (Tanzania to Angola)
- Eulophia rutenbergiana (miền trung and đông nam Madagascar)
- Eulophia ruwenzoriensis (East tropical Africa to Zambia, Brasil tới đông bắc Argentina)
- Eulophia sabulosa (Tanzania đến nam châu Phi nhiệt đới)
- Eulophia saxicola (Zambia đến Zimbabwe)
- Eulophia schaijesii (Nam Congo)
- Eulophia schweinfurthii (Ethiopia đến miền bắc Prov. of Nam Phi)
- Eulophia seleensis (Burundi đến nam châu Phi nhiệt đới)
- Eulophia serrata (đông nam Kenya)
- Eulophia siamensis (Thái Lan)
- Eulophia sooi (Quảng Tây)
- Eulophia sordida (tây của châu Phi nhiệt đới đến Cameroon)
- Eulophia speciosa (Ethiopia to South Africa, tây nam Arabian Peninsula)
- Eulophia spectabilis - Grass Orchid (South China, châu Á nhiệt đới đến Tây Thái Bình Dương)
- Eulophia stachyodes (Nigeria to Ethiopia and Mozambique)
- Eulophia stenopetala (miền trung Bhutan)
- Eulophia stenoplectra (Ghana, Nam Sudan, Uganda)
- Eulophia streptopetala (Eritrea đến Nam Phi, tây nam bản đảo Ả Rập)
  - Eulophia streptopetala var. rueppelii (Ethiopia, Yemen)
  - Eulophia streptopetala var. stenophylla (đông của châu Phi nhiệt đới)
  - Eulophia streptopetala var. streptopetala (Eritrea đến nam châu Phi)
- Eulophia stricta (Philippines đến Sulawesi)
- Eulophia subsaprophytica (Tanzania đến nam châu Phi nhiệt đới)
- Eulophia subulata (East Congo đến đông của châu Phi nhiệt đới)
- Eulophia suzannae (Congo)
- Eulophia sylviae (Nam Congo)
- Eulophia tabularis (tỉnh Cape của Nam Phi)
- Eulophia taitensis (đông châu Phi nhiệt đới)
- Eulophia taiwanensis (Đông Nam Đài Loan)
- Eulophia tanganyikensis (Burundi đến Zimbabwe)
- Eulophia tenella (miền nam tropical and Nam Phi)
- Eulophia thollonii (Congo, Gabon, Cameroon)
- Eulophia thomsonii (Tanzania đến Zambia)
- Eulophia tisserantii (Cộng hòa Trung Phi)
- Eulophia toyoshimae (Ogasawara-shoto)
- Eulophia tricristata (South Congo to Angola)
- Eulophia trilamellata (Tanzania đến miền nam tropical Africa)
- Eulophia tuberculata (Tanzania đến miền nam châu Phi)
- Eulophia ukingensis (Tanzania)
- Eulophia vanoverberghii (Luzon)
- Eulophia venosa (Maluku to Queensland)
- Eulophia venulosa (Tanzania đến miền nam tropical Africa)
- Eulophia venusta (Quý Châu)
- Eulophia versicolor (Réunion)
- Eulophia walleri Rolfe (Tanzania tới Namibia)
  - Eulophia welwitschii subsp. aurantiaca (Rolfe)
- Eulophia welwitschii (Congo tới Nam Phi)
- Eulophia wendlandiana (Madagascar)
- Eulophia yunnanensis (South China to Vietnam)
- Eulophia zeyheri (Nigeria to Sudan and Nam Phi)
- Eulophia zeyheriana (Nam Phi)
- Eulophia zollingeri (tropical and subtropical Asia to Queensland)

## Hybrids
- Eulophia × burundiensis (= E. cucullata × E. flavopurpurea) (Burundi)..
- Eulophia × pholelana (= E. ovalis var. bainesii × E. zeyheriana) (S. Africa)